# FMおとくに
一般社団法人FMおとくには、京都府向日市、長岡京市、大山崎町を主な放送区域として超短波放送（FM放送）を行う特定地上基幹放送事業者である。FMおとくにの愛称でコミュニティ放送をしている。京都地域メディアネットワーク加盟局。
演奏所は長岡京市の公共施設バンビオ1番館内に所在。また、京都市南区及び向日市に跨って所在する大型ショッピングモールイオンモール京都桂川内と、長岡京市のバーの2か所にサテライトスタジオを設置している。送信所は長岡京記念文化会館に設置している。番組は音楽放送も含め24時間の全てが自社制作による。向日市、長岡京市、大山崎町と防災協定、京都府向日町警察署と安全安心協定、向日市、長岡京市、大山崎町の社会福祉協議会と災害ボランティアパートナーシップ協定、日本放送協会京都放送局と非常災害時のニュース利用に関する覚書を締結している。 

## 沿革
- 2016年（平成28年）12月 - 開局準備開始[要出典]。
- 2017年（平成29年）3月 - 一般社団法人FMおとくに設立。
- 2018年（平成30年）
  - 8月22日 - 総務省近畿総合通信局より予備免許付与[3]。
  - 11月28日 - 免許付与[4]。
  - 12月2日 - 開局[5]。向日市、長岡京市、大山崎町と防災協定を締結。
- 2019年（平成31年）
  - 1月10日 - 向日町警察署と安全安心協定を締結[6]。
  - 3月18日 - 日本放送協会京都放送局と非常災害時のニュース利用に関する覚書を締結。
  - 12月6日 - 阪急京都線長岡天神駅前のバー・PUB GUMPにオープンスタジオ開設。
- 2020年（令和2年）
  - 3月13日 - 京都府の『FOOD´S VOICE KYOTO－新型コロナウイルス感染症拡大の営業を受ける方々に届ける「食の声」－』に連携・協力
- 2021年（令和3年）
  - 3月22日 - 向日市社会福祉協議会、長岡京市社会福祉協議会、大山崎町社会福祉協議会と災害時パートナーシップ協定を締結。

|      |       | 番組名                        |  |
| ---- | ----- | ----------------------------- |  |
| 平日 | 09:00 | Morning おとくに              |  |
| 平日 | 10:30 | さわやかおとくに              |  |
| 月   | 8:30  | タックスアワー                |  |
| 月   | 12:00 | Wrapping Monday               |  |
| 月   | 13:30 | 月歌とより道さんぽ道          |  |
| 月   | 15:00 | 秋人Radio                     |  |
| 火   | 12:00 | NKEのちょっと聞いとくれやす   |  |
| 火   | 15:00 | みつ～のもっちもちラジオ      |  |
| 水   | 8:30  | ボチボチ行こか!               |  |
| 木   | 8:30  | KotoChika                     |  |
| 木   | 12:00 | ラジオジェイネットラボ        |  |
| 木   | 17:00 | きょうとこれからラジオ        |  |
| 金   | 12:00 | リヴ☆ラジ                     |  |
| 金   | 13:30 | キッシーのキラキラ金曜日      |  |
| 金   | 15:00 | おとくに音姫みかみかみかりん  |  |
| 土   | 12:15 | アトリエSumika ちあふるパーク |  |
| 土   | 14:00 | サタデープラス                |  |
| 土   | 15:45 | みのりのきょう感ラジオ        |  |
| 土   | 17:00 | アニソン おとのくに♪          |  |
| 日   | 10:30 | Hot！むこうからっキー         |  |
| 日   | 12:15 | ミドリヤ定食                  |  |
| 日   | 14:00 | サンデープラス                |  |